# 北田佳世
北田佳世（きただ かよ、1978年7月7日 - ）は、和歌山県出身の元女子柔道選手（階級は48キロ級）。和歌山県立田辺高等学校→日本体育大学卒、ミキハウス柔道部所属（2001年入社）。2006年4月23日、現役引退を発表。修徳高等学校教諭を経て結婚・出産をし、現在は結婚相手である一般男性が主催している町道場で指導者をしている。婚姻後の氏名は宮田佳世。身長150cm。得意技は背負投。
令和2年度　生涯スポーツ功労者賞受賞
2004年と2005年のフランス国際大会の48kg級を連覇している。
アテネオリンピック48キロ級銀メダリストでフランスのフレデリク・ジョシネに対戦成績で3勝1敗と勝ち越すなど、実力的にオリンピックと世界選手権で金メダルを狙える選手であったが、同階級に谷亮子がいるためにオリンピックと世界選手権のいずれも出場できなかった。
2005年の体重別では谷とほぼ互角の戦いをするものの、GSが始まってわずか27秒後に攻めていなかったわけでもないのに指導を受けて惜敗するが、この指導に関しては疑問の残る裁定と報じる向きもあった。
その後、谷の妊娠による出場辞退を受けて2005年9月にカイロで行われた世界選手権に出場したが、2回戦敗退に終わりメダルを獲得できず、「2007年の世界選手権と北京オリンピックの女子柔道48キロ級日本代表は谷亮子以外にあり得ない」ことを証明する結果となってしまった。北田は直後に引退となったため、カイロで行われた世界選手権が最初で最後の世界大会出場となってしまった。
柔道の世界選手権とオリンピックの日本代表選手の選考は、全日本選抜柔道体重別選手権大会といった選考会があるものの、今までの国際大会での実績も考慮されるため、選考会で優勝してもオリンピックや世界選手権に出場できるとは限らない。そのため、結果的に北田は相応の実力があるにもかかわらず谷亮子というたった一つの壁を（谷の休養期ですら）破ることが出来ず、それゆえ代表経験にも恵まれなかった悲運の柔道家であるといえる（同じ女子柔道48キロ級の長井淳子も、谷がいるために実力的に五輪と世界選手権で金メダルを狙える選手であるにもかかわらず、オリンピックと世界選手権のいずれも一度も出場できずに引退している）。

## 主な国際大会での戦績
- 2001年 - 福岡国際 優勝
- 2002年 - ワールドカップ国別団体選手権 優勝
- 2002年 - 釜山アジア大会 優勝
- 2003年 - ドイツ国際 優勝
- 2003年 - 福岡国際 優勝
- 2004年 - アジア選手権 優勝
- 2004年 - フランス国際 優勝
- 2005年 - フランス国際 2連覇